# 埃迪·拉马
埃迪·拉马（1964年7月4日—），現任阿尔巴尼亚总理。阿尔巴尼亚社会党领袖，1998年至2000年担任文化、青年和体育部长，2000年至2011年任地拉那市长。2013年6月13日拉马带领社会党联盟和左翼党派击败现任总理萨利·贝里沙的保守派阵营，赢得2013年阿尔巴尼亚议会选举，9月新一届议会召开，拉马出任新一届总理。

## 早年
埃迪·拉马父亲克里斯塔克·拉马（Kristaq Rama）是都拉斯（Durrës）本地雕塑家，母亲阿内塔（Aneta Rama）医科毕业，来自希马拉地区（Himara）。
青年时期的拉马爱好体育，是迪纳莫篮球队球员。在阿尔巴尼亚共产党政府倒台后，他转而投身民主运动，但不久与民主党的萨利·贝里沙因理念分歧而分道扬镳。
他和政治记者阿迪安·科洛西（Ardian Klosi）合作出版了一本名为《Refleksione》的书，并在阿尔巴尼亚艺术学院担任教授。这段时期，他和演员玛蒂尔达·马科西（Matilda Makoci）订婚并结婚，两人生有一个儿子Gregor Rama。1994年两人离婚后他决定移居国外前往法国，在那里他过着艺术家的生活，与他的好朋友安里·萨拉（Anri Sala）参加了许多展览。

## 政治生涯

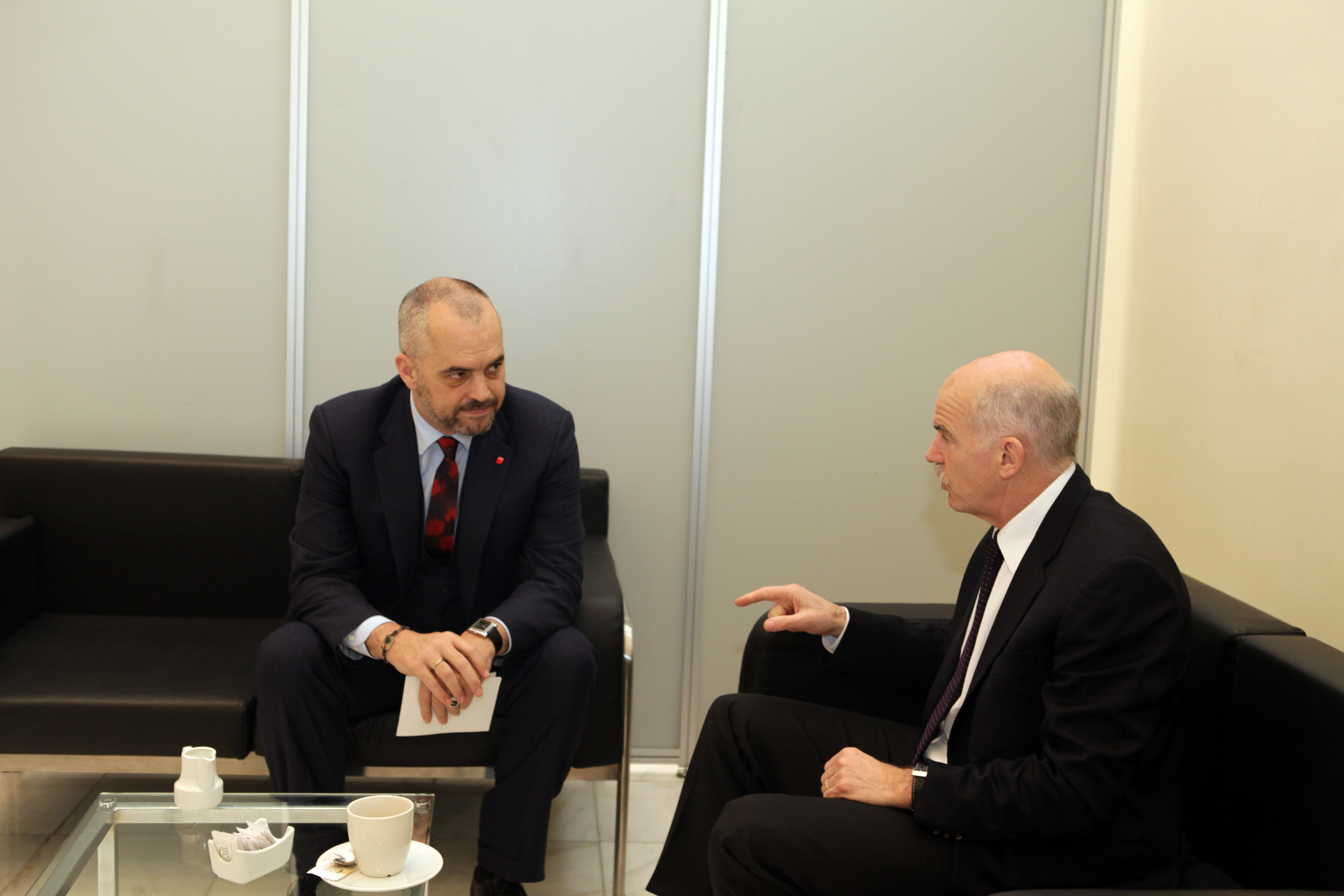
2011年，拉馬會見希臘總理喬治·帕潘德里歐

1998年，拉马被总理法托斯·纳诺邀请担任文化部长，他接受了任命。2000年10月，他作为社会党候选人与作家贝斯尼克·穆斯塔法伊竞争地拉那市长一职，并赢得选举。上任后，他展开了“城市清洁绿化”行动，城市中数以百计的非法建筑被拆除，给灰色的斑驳破旧的居民楼刷上嫩黄色、绿色、紫罗兰色等鲜艳色彩，这三种显眼色调甚至被称作“埃迪·拉马色”。对污染严重的河流进行河道疏通、垃圾清理，大规模城市治理行动也为失业率高居不下的地拉那创造了大量就业岗位。拉马也因此政绩在2004年被选为当年世界最佳市长。
2005年拉马，在法托斯·纳诺辞职后成为社会党领袖，2009年6月，社会党在议会选举中只获得65席，而萨利·贝里沙总理领导的民主党获得议会140个议席中的68席，并与争取一体化社会主义运动组成联合政府，社会党再次成为反对党。
2010年，拉马与社会活动家林迪塔·巴沙结婚。
在2011年地方选举中，拉马败于一个年轻的公民联盟候选人卢尔齐姆·巴沙，失去地拉那市长职务。
拉马曾在欧洲、北美、南美、及其他地区举办个人绘画展览。
2009年，拉马出版了一本名为《埃迪·拉马》的个人笔记和画册。
2013年6月，拉马领导的左翼联盟“欧洲阿尔巴尼亚同盟”在选举中获得140个议会席位中的84席，获得组阁权。社會黨重回執政地位，他成為新一任總理。他其後表示支持LGBT權益。
2017年6月，在社會黨贏得過半數國會議席後拉馬表示會繼續支持歐盟並帶領阿爾巴尼亞儘快進行加入歐盟的談判過程。

## 任內政策

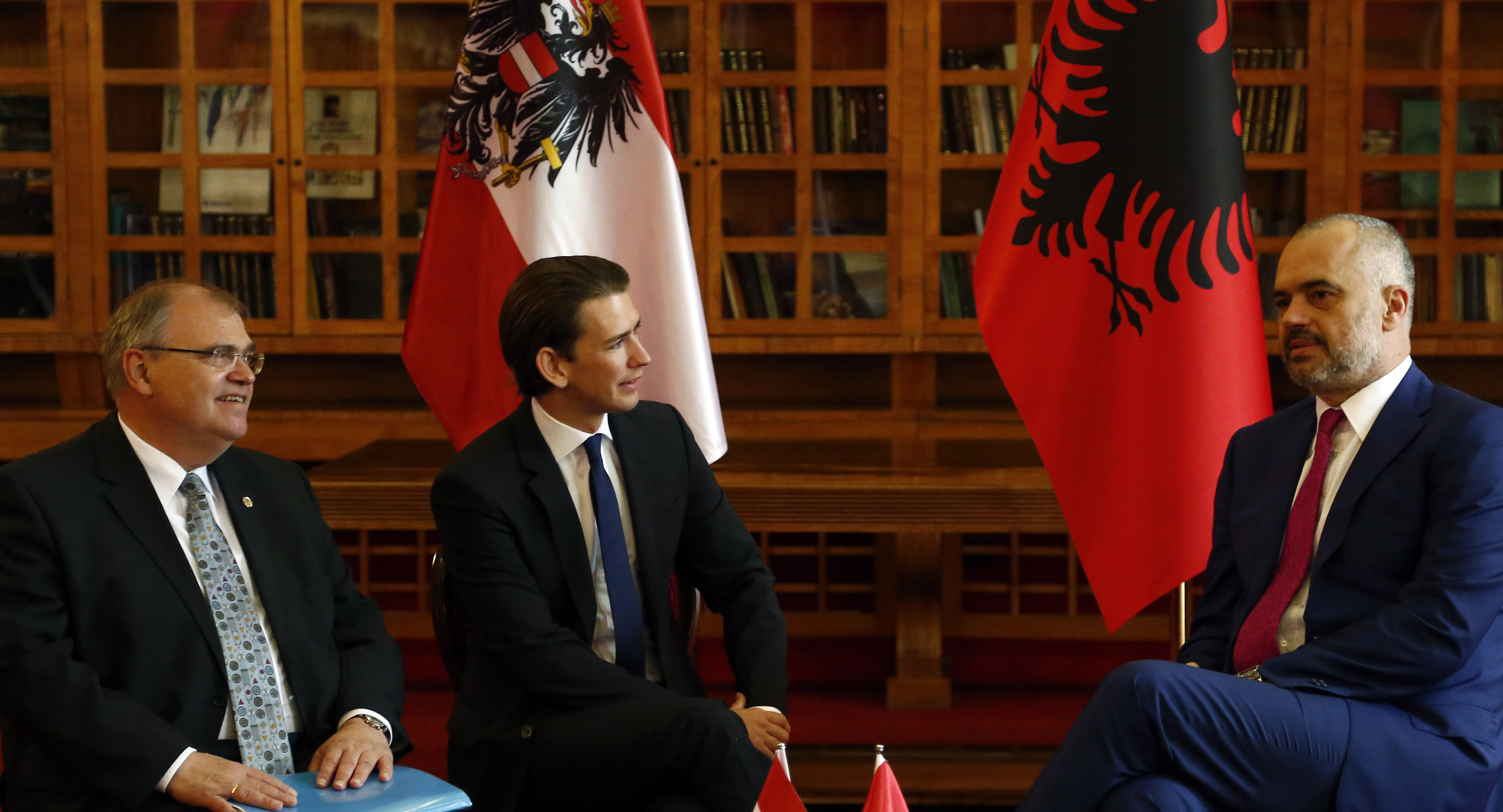
2014年，拉馬在地拉那接見奧地利外交部長塞巴斯蒂安·庫爾茨

### 對科索沃立場
就塞爾維亞當局一直把科索沃主權視為塞國一部分而言，拉馬認為塞爾維亞的舉動是「自欺欺人」，他又認為科索沃主權向來都屬於阿爾巴尼亞人，而不是屬於塞爾維亞人。他在一次塞阿兩國的政府首腦會議中表示要求塞爾維亞當局儘快承認科索沃獨立的事實。

### 對歐盟立場
拉馬一直希望阿爾巴尼亞可以儘快成為歐盟成員國便把阿爾巴尼亞的司法制度、政治選舉、經濟改革，並積極打擊國內貪污、卡努血仇法典、交通和社區設施落後的各種問題，最近取得一定的成效，而阿爾巴尼亞已於2014年6月成為歐盟候選國。

### 拜克塔什教團主權國
2024年9月21日，拉馬提出了以首都地拉那的拜克塔什教團世界總部為領土，成立一個微型的主權國家的計劃。拉瑪表示新國家的目標是促進宗教寬容及溫和的伊斯蘭教。

## 荣誉
2002年10月，埃迪·拉马获得科菲·安南授予的一个表彰消除贫困的奖项。
2003年拉马被波士顿麻省大学和哈佛大学选为2002/03年度罗伯特·C·伍德客座教授公共和城市事务客座教授。
2004年12月，拉马被评为2004年世界市长，投票由伦敦的「世界市长」組織舉辦，通过互联网直接投票选出。
拉马被《时代》杂志评为2005年欧洲英雄之一。

### 外国勋章奖章
- 一等智者雅罗斯拉夫王公勋章（英语：Order of Prince Yaroslav the Wise）（乌克兰，2023年12月28日公布[8]）

## 著作
- Rama, Edi. Kurban. Dudaj: Tiranë, 2011
- Rama, Edi. Edi Rama. 2009
- Rama, Edi and Ardian Klosi. Refleksione. 1991

## 延伸阅读
- Budini, Belina. Edi Rama, Politikani Pop(ulist)-Star, Tirana: UET Press, 2009. ISBN 978-99956-39-11-2

| 官衔                     | 官衔                            | 官衔                   |
| ------------------------ | ------------------------------- | ---------------------- |
| 前任者： 艾伯特·布罗伊卡 | 地拉那市长 2000年–2011年        | 繼任者： 卢尔齐姆·巴沙 |
| 前任者： 萨利·贝里沙     | 阿尔巴尼亚总理 2013年至今       | 現任                   |
| 政党职务                 |                                 |                        |
| 前任者： 法托斯·纳诺     | 阿尔巴尼亚社会党主席 2005年至今 | 現任                   |